# 马尼希
马尼希（Manihi）是法国海外集体法屬玻里尼西亞土阿莫土-甘比尔群岛行政区的一个市镇，领土涵盖同名环礁及阿亥环礁。

## 地理
马尼希（14°23'56"S, 145°57'15"W）面积13 平方千米，位于法国海外集体法屬玻里尼西亞土亞莫土群島。
由于马尼希领土为海洋中的环礁，故不与任何市镇接壤。

## 行政
马尼希的邮政编码为98771、98770，INSEE市镇编码为98727。

## 政治
马尼希的现任市长为约翰·德罗莱（John Drollet）先生，任期为2020-2026年。

## 人口
马尼希于2022年时的人口数量为1138人。